# Église Saint-Vaast de La Ferté-Milon
Pour les articles homonymes, voir Église Saint-Vaast.
L'église Saint-Vaast est une église située à La Ferté-Milon, en France.

## Localisation
L'église est située sur la commune de La Ferté-Milon, dans le département de l'Aisne.

## Historique
Le monument est inscrit au titre des monuments historiques en 1928 et 1995.